# How I Met Your Mother/Staffel 4
Die vierte Staffel der amerikanischen Sitcom How I Met Your Mother wurde vom 22. September 2008 bis zum 18. Mai 2009 auf dem Sender CBS in Erstausstrahlung gezeigt. Die deutschsprachige Erstausstrahlung sendete der Free-TV-Sender ProSieben vom 28. November 2009 bis zum 20. Februar 2010.

## Darsteller
| Rollenname                    | Schauspieler        |
| ----------------------------- | ------------------- |
| Theodore „Ted“ Evelyn Mosby   | Josh Radnor         |
| Marshall Eriksen              | Jason Segel         |
| Robin Charles Scherbatsky Jr. | Cobie Smulders      |
| Barney Stinson                | Neil Patrick Harris |
| Lily Aldrin                   | Alyson Hannigan     |

## Episoden
| Nr. (ges.) | Nr. (St.) | Deutscher Titel                     | Originaltitel               | Erstausstrahlung USA | Deutschsprachige Erstausstrahlung (D) | Regie         | Drehbuch                      |
| --- | --------- | ----------------------------------- | --------------------------- | -------------------- | ------------------------------------- | ------------- | ----------------------------- |
| 65 | 1         | Kennen wir uns?                     | Do I Know You?              | 22. Sep. 2008        | 28. Nov. 2009                         | Pamela Fryman | Carter Bays & Craig Thomas    |
| Nachdem Stella Teds Heiratsantrag angenommen hat, will er sie besser kennenlernen und erfährt dabei, dass sie noch nie Star Wars gesehen hat. Währenddessen erzählt Barney Lily, dass er in Robin verliebt sei, woraufhin Lily ein Date arrangiert. Allerdings schafft Barney es nicht, Robin seine Liebe zu gestehen, und ihm wird klar, dass eine feste Beziehung zu ihr ein Fehler wäre. Nachdem Stella dann Star Wars gesehen hat, lügt sie Ted vor, dass sie den Film möge, da das für Ted sehr wichtig ist. |           |                                     |                             |                      |                                       |               |                               |
| 66 | 2         | Der beste Burger in New York        | The Best Burger in New York | 29. Sep. 2008        | 28. Nov. 2009                         | Pamela Fryman | Carter Bays & Craig Thomas    |
| Im MacLaren’s Pub erzählt Marshall den anderen, wie er nach seiner Ankunft in der Stadt den besten Burger von New York gegessen hat. Darauf machen sich die fünf auf die Suche nach dem Laden. Für Marshall scheint es sehr wichtig zu sein, den „besten Burger von New York“ zu essen, da er wegen seiner Arbeitslosigkeit frustriert ist. Währenddessen wirbt Barney immer wieder für die Goliath National Bank. Als die Fünf glauben den Laden gefunden zu haben, stellt sich heraus, dass aus der Burgerbude eine Filiale der Goliath National Bank wurde. Lily erfährt nun auch, dass Marshall bei der GNB entgegen seinen Vorstellungen einen Job gefunden hat. Durch die Hilfe eines Mannes kommen sie an diesem Abend doch noch zum besten Burger von New York. |           |                                     |                             |                      |                                       |               |                               |
| 67 | 3         | Ich liebe New Jersey                | I Heart NJ                  | 6. Okt. 2008         | 5. Dez. 2009                          | Pamela Fryman | Greg Malins                   |
| Weil Ted seine Zeit hauptsächlich im Zug verbringt, um Stella in New Jersey und seine Freunde in New York zu treffen, lädt Stella seine Freunde zu sich ein. Obwohl sie New Jersey hassen, stimmen sie dem Besuch aber letztlich zu. Es kommt zwischen Ted und Stella zum Streit: Ted will nicht nach New Jersey ziehen, Stella nicht nach New York. Währenddessen kündigt Robin den Job bei Metro News 1 aufgrund einer vermeintlichen Stelle bei einem größeren Sender, was sich jedoch nur als Zusage zu einem Casting herausstellt. Nachdem Ted und Stella sich wieder versöhnt haben, will Ted nach New Jersey ziehen. Robin, die zuvor ihren alten Job gekündigt hatte, bekommt bei dem neuen Sender eine Stelle als Auslandskorrespondentin und wird nach Japan gehen. |           |                                     |                             |                      |                                       |               |                               |
| 68 | 4         | Der alte Mann und drei Umzüge       | Intervention                | 13. Okt. 2008        | 5. Dez. 2009                          | Pamela Fryman | Stephen Lloyd                 |
| Barney will verkleidet als alter Mann eine Frau im MacLaren’s aufreißen, was ihm gelingt. Ted, Marshall, Lily und Robin packen währenddessen, da Ted zu Stella ziehen wird, Robin nach Japan und Marshall und Lily in ihre neue Wohnung. Bei den Umzugsarbeiten findet Ted einen verschlossenen, an ihn adressierten Brief. Darin rieten die Freunde ihm ab, Stella so schnell zu heiraten. Ted und Marshall wird klar, dass sie nicht wegziehen wollen. Auch Lily und Robin wollen nicht wegziehen. Doch dann wird Ted klar, dass es ein Fehler ist, nicht umzuziehen, da das Leben Veränderung brauche. Sie schwören in einem Jahr alle wieder in die Bar zu kommen, um einen teuren Scotch, für den sie ab sofort sparen, zu trinken. |           |                                     |                             |                      |                                       |               |                               |
| 69 | 5         | Unerwünschte Gäste                  | Shelter Island              | 20. Okt. 2008        | 12. Dez. 2009                         | Pamela Fryman | Chris Harris                  |
| Ted und Stella wollen auf Shelter Island ihre Hochzeit feiern. Alle Freunde sind eingeladen und dazu Robin, die Ex von Ted und Toni, der Ex von Stella und der Vater ihrer gemeinsamen Tochter. Stella will nicht, dass die Ex-Partner bei der Hochzeit dabei sind und so redet Ted mit Robin und Stella mit Toni. Barney ist währenddessen darauf aus, erneut mit Robin zu schlafen. Sein Plan war, Robin an Teds Hochzeit betrunken zu machen und so mit ihr im Bett zu landen. Allerdings schnappt er sich davor gleich die nächste – Stellas Schwester, die eigentlich auf Shelter Island heiraten wollte. Nach dem Gespräch mit Robin entdeckt Ted eine Karte auf dem kleinen Tisch in seinem Zimmer, die Stella geschrieben hat. Stella lässt Ted vor dem Altar sitzen und fährt mit Toni zurück nach New York. |           |                                     |                             |                      |                                       |               |                               |
| 70 | 6         | Unter dem Tisch                     | Happily Ever After          | 3. Nov. 2008         | 12. Dez. 2009                         | Pamela Fryman | Jamie Rhonheimer              |
| Nach Teds Hochzeitsdesaster erholt sich dieser überraschenderweise sehr schnell. Seine Methode, den Kummer zu verdrängen, verstehen die anderen nicht. Er versucht Stella aus dem Weg zu gehen und zeigt eine Karte mit all den Orten, wo Stella sein könnte. Als sie in einem Tapasladen sind, der eigentlich außerhalb der Zone liegt, wo Stella sein könnte, kommt Stella prompt zur Tür herein. Die fünf Freunde verstecken sich vor ihr unter dem Tisch und jeder erzählt von Personen, die sie niemals wiedersehen möchten, wie etwa Lilys Schulkamerad Stinker, Barneys Gefängnisfreundin Bekka de Lucci oder Robins Dad. Ted wird klar, dass er sich seiner Angst stellen und mit Stella reden sollte. Gerade in diesem Augenblick ist Stella verschwunden und die Freunde folgen ihr mit dem Taxi. Ted weiß genau, was er ihr sagen will, aber als er Stella, Toni und deren Tochter sieht, wird ihm klar, dass die beiden füreinander geschaffen sind, und Ted ist nicht mehr sauer. |           |                                     |                             |                      |                                       |               |                               |
| 71 | 7         | Der Nicht-Vatertag                  | Not a Father’s Day          | 10. Nov. 2008        | 19. Dez. 2009                         | Pamela Fryman | Robia Rashid                  |
| Barney bekommt einen Anruf von einer Frau, die sagt, sie sei von ihm schwanger. Das lässt Marshalls und Lilys Kinderwunsch wieder entflammen. Währenddessen erfährt Barney, dass er doch nicht Vater wird. Kurzerhand erfindet er den „Nicht-Vatertag“ für Singlemänner, denen es gefällt, kinderlos zu sein. Lily holt währenddessen Ted und Robin zu sich und fragt beide, ob sie bereit wären Eltern zu werden. Ted ist für Kinder und Robin dagegen. Lily ist ratlos und betrinkt sich, woraufhin sie zu Marshall auf die Arbeit fährt und sofort ein Baby von ihm haben will. Marshall bringt sie nach Hause und erklärt am nächsten Morgen, er sei wegen des Jobs und der Finanzen noch nicht bereit für Kinder. Barney wird klar, dass der Nicht-Vatertag nur für Loser ist, die keine Freundin abbekommen, und er beendet die Sache. |           |                                     |                             |                      |                                       |               |                               |
| 72 | 8         | Woooo!                              | Woooo!                      | 17. Nov. 2008        | 19. Dez. 2009                         | Pamela Fryman | Carter Bays & Craig Thomas    |
| Lily und Robin wollen zu einem Geburtstag der Kindergartenkollegin Jillian gehen, allerdings ist Jillian ganz anders als auf der Arbeit. Sie ist ein Woooo-Girl! Robin schließt sich dieser Gruppe von Woooo-Girls an. Währenddessen bekommt Ted von Barney den Auftrag, einen Entwurf für die neue Hauptverwaltung der GNB zu entwerfen. Dieser Entwurf wird aber abgelehnt, woran vor allem Barney schuld ist, da er das schwedische Architekturkollektiv SVEN toll findet. Lily versucht nun ebenfalls in die Gruppe der Woooo-Girls aufgenommen zu werden, bis Robin mit ihr ein ernstes Gespräch führt, dass Lily nicht in diese Gruppe hineinpasst. Robin erklärt, dass die Woooo-Girls „Woooohen“, weil ihnen das Leben nichts Besseres bietet. |           |                                     |                             |                      |                                       |               |                               |
| 73 | 9         | Nackter Mann                        | The Naked Man               | 24. Nov. 2008        | 2. Jan. 2010                          | Pamela Fryman | Joe Kelly                     |
| Als Ted zu Hause ankommt, findet er einen nackten Mann auf, der ein Date mit Robin hat und sie mit seiner Taktik namens „der nackte Mann“ überraschen und ins Bett kriegen will. Die Freunde müssen feststellen, dass „der nackte Mann“ bei Robin gelandet ist. Während Marshall enttäuscht ist, dass es andere Gründe als Liebe für Sex gibt, ist Barney begeistert von dieser einfachen Strategie und fordert Ted dazu auf, den „nackten Mann“ auch bei seinem geplanten Date zu probieren. Als das Date nicht gut läuft, entscheidet sich Ted, der Aufforderung nachzukommen und hat Erfolg. Barney dagegen wird bei seinem Versuch nackt von der Frau aus der Wohnung geworfen. Robin lädt den Mann zu einem zweiten Date ein, zu beweisen, dass sie nicht nur Sex mit ihm hatte, weil er nackt war, doch lässt schließlich von ihm ab. |           |                                     |                             |                      |                                       |               |                               |
| 74 | 10        | Weicheier                           | The Fight                   | 8. Dez. 2008         | 2. Jan. 2010                          | Pamela Fryman | Theresa Mulligan Rosenthal    |
| Der Barkeeper Doug provoziert einen Streit mit zwei Männern, die am Stammtisch der fünf Freunde sitzen. Er fordert diese auf ihm zu helfen, wobei sich Ted und Barney nach längerer Diskussion darauf einlassen. Doug hat die Männer in der Zwischenzeit alleine verprügelt, aber glaubt, der Sieg sei eine Gemeinschaftstat. Alle sind begeistert von den „harten Männern“. Doch als die beiden wegen Körperverletzung angezeigt werden, geben sie zu, dass sie unbeteiligt waren und fallen Doug somit in den Rücken – es kommt zum Streit zwischen ihnen und Doug und dieser schlägt Ted K. o. Wie sich zeigt, hat Marshall früher mit seinen Brüdern gekämpft und schlägt seinerseits Doug nieder. |           |                                     |                             |                      |                                       |               |                               |
| 75 | 11        | Im Exil                             | Little Minnesota            | 15. Dez. 2008        | 9. Jan. 2010                          | Pamela Fryman | Chuck Tatham                  |
| Es ist Weihnachten und Teds jüngere Schwester Heather kommt zu Besuch. Ted sieht diese immer noch als Teenager und will sie bei der Job- und Wohnungssuche nicht unterstützen. Barney, der schon länger ein Auge auf Heather geworfen hat, täuscht mit ihr vor, dass sie eine Affäre hätten, um Ted zu beweisen, wie wenig Vertrauen er in beide hat. Unterdessen führt Marshall Robin in eine „Themen-Bar“ ein, die ganz im Zeichen seiner Heimat Minnesota steht. Robin täuscht vor auch von dort zu stammen und lebt sich so gut ein, dass der eifersüchtige Marshall ihre kanadische Herkunft verrät. Schließlich findet Robin eine kanadische Bar und Ted unterstützt seine Schwester. |           |                                     |                             |                      |                                       |               |                               |
| 76 | 12        | Sex mit der Ex                      | Benefits                    | 12. Jan. 2009        | 9. Jan. 2010                          | Pamela Fryman | Kourtney Kang                 |
| Teds und Robins Zusammenwohnen endet regelmäßig im Streit. Um diesen zu vermeiden, beschließen sie, als Ventil miteinander zu schlafen. Barney, der eifersüchtig ist, versucht daraufhin die Wohnung in Ordnung zu halten um jeden Grund für Streit zu vermeiden. Als Ted merkt, dass Barney verletzt ist, beendet er die Affäre mit Robin. |           |                                     |                             |                      |                                       |               |                               |
| 77 | 13        | Drei Tage Schnee                    | Three Days of Snow          | 19. Jan. 2009        | 16. Jan. 2010                         | Pamela Fryman | Matt Kuhn                     |
| Lily und Marshall wollen mit ihrer Tradition, den anderen mit Bier am Flughafen abzuholen, brechen, weil sie sich zu erwachsen fühlen. Unabhängig voneinander entscheiden sie sich aber doch für diese Tradition. Es schneit und Barney und Ted dürfen auf die Bar aufpassen. Sie sehen die Chance, sich ihren Traum von einer Bar ohne Sperrstunde zu erfüllen und lassen Gäste herein, doch es bricht Chaos aus und so entscheiden sie sich gegen eine Bar. |           |                                     |                             |                      |                                       |               |                               |
| 78 | 14        | Die Tänzerhüfte                     | The Possimpible             | 2. Feb. 2009         | 16. Jan. 2010                         | Pamela Fryman | Jonathan Groff                |
| Robin muss schnell einen neuen Job finden, ansonsten muss sie zurück nach Kanada. Barney bietet ihr an, für sie ein Bewerbungsvideo zu erstellen, wie auch er eins hat. Anlässlich der Bewerbungen beschließen alle Freunde einen unnötigen Fakt aus ihrem Lebenslauf zu streichen. Marshall hat eine Verletzung namens Tänzer-Hüfte, die tatsächlich daher stammt, dass er oft heimlich tanzt. Obwohl Robin von dem Bewerbungsvideo nicht überzeugt ist, kann Barney ihr damit einen Job verschaffen. |           |                                     |                             |                      |                                       |               |                               |
| 79 | 15        | Die Stinsons                        | The Stinsons                | 2. März 2009         | 23. Jan. 2010                         | Pamela Fryman | Carter Bays & Craig Thomas    |
| Die Freunde haben den Verdacht, dass Barney eine Freundin hat. Als sie nachforschen, entdecken sie, dass Barney eine Schauspielerin und einen Kinderdarsteller engagiert hat, die vortäuschen Barneys Frau und Sohn zu sein, damit Barneys Mutter mit ihm zufrieden ist. Bei einem gemeinsamen Abendessen küsst Ted Barneys „Ehefrau“ und Barney sagt seiner Mutter die Wahrheit, die ihm gesteht, dass sie die Frau nie leiden konnte und froh ist, dass Barney nicht deren Mann ist. |           |                                     |                             |                      |                                       |               |                               |
| 80 | 16        | Hosenlos                            | Sorry, Bro                  | 9. März 2009         | 23. Jan. 2010                         | Pamela Fryman | Craig Gerard & Matthew Zinman |
| Ted trifft sich wieder mit seiner Ex-Freundin Karen, die Ted früher betrogen hat und die Lily und Marshall nicht leiden können. Barney findet es sehr lustig, dass Marshall auf der Arbeit seine Hose vergessen hatte und Barney die neue Hose zerschnitten hat. Es zeigt sich, dass Karen einen Freund hat und diesen mit Ted betrügt. Erst macht Ted mit ihr Schluss, trifft sich aber dann doch wieder mit ihr. |           |                                     |                             |                      |                                       |               |                               |
| 81 | 17        | Der Veranda-Test                    | The Front Porch             | 16. März 2009        | 30. Jan. 2010                         | Rob Greenberg | Chris Harris                  |
| Karen macht mit Ted wegen eines fremden Ohrrings in seinem Bett Schluss. Lily hatte den Ohrring dort mit Absicht deponiert, da Karen den „Veranda-Test“ nicht bestanden hat: Bei diesem Test stellt Lily sich vor, ob Teds aktuelle Freundin auch noch mit ihnen im Rentenalter auf einer Veranda sitzen kann und zu ihnen passt. Wie sich herausstellt, hat Lily Teds Beziehungen schon öfter sabotiert, auch die zu Robin. Barney entdeckt durch Marshall, wie toll ein Nachthemd sein kann. Lily sagt Karen die Wahrheit, woraufhin sie Ted vergibt, von ihm aber verlangt, Lily nicht mehr zu sehen. Daraufhin macht er mit Karen Schluss und verträgt sich mit Lily. |           |                                     |                             |                      |                                       |               |                               |
| 82 | 18        | Old King Clancy                     | Old King Clancy             | 23. März 2009        | 6. Feb. 2010                          | Pamela Fryman | Jamie Rhonheimer              |
| Teds Entwürfe für die GNB kommen nicht gut an. Er wird entlassen, was Barney und Marshall ihm aber nicht sagen. Stattdessen gaukeln sie vor, dass Ted einen neuen Chef hat und täuschen ihn mit Laienschauspielern. Lily versucht aufgeregt herauszufinden, mit welchem Promi Robin fast im Bett war, der sich am Ende als ein ihr unbekannter kanadischer Sportler herausstellt. Ted beschließt, als er alles weiß, sich selbstständig zu machen. |           |                                     |                             |                      |                                       |               |                               |
| 83 | 19        | Die Murtaugh-Liste                  | Murtaugh                    | 30. März 2009        | 30. Jan. 2010                         | Pamela Fryman | Joe Kelly                     |
| Ted hat eine Murtaugh-Liste – eine Liste auf der alles steht, wofür er sich zu alt fühlt. Barney möchte Ted beweisen, dass er für nichts davon zu alt ist und beginnt, alles, was auf der Liste steht zu machen und muss schon bald zugeben, dass er für einiges wirklich zu alt ist. Ted dagegen versucht sich wie ein alter Mann zu verhalten. Marshall trainiert Lilys Kindergartengruppe im Basketball und ist dabei zu Lilys Entsetzen sehr streng. |           |                                     |                             |                      |                                       |               |                               |
| 84 | 20        | Mosbius Designs                     | Mosbius Designs             | 13. Apr. 2009        | 6. Feb. 2010                          | Pamela Fryman | Kourtney Kang                 |
| Ted macht seine eigene Firma auf, errichtet ein Büro in der eigenen Wohnung und stellt einen Sekretär ein. Als Robin mit diesem ein Verhältnis beginnt, entbrennt ein Streit um den jungen Mann. Am Ende kündigt er und macht mit Robin Schluss. Marshall versucht sich auf der Arbeit stärker zu profilieren um nicht entlassen zu werden, was ihm auch gelingt. |           |                                     |                             |                      |                                       |               |                               |
| 85 | 21        | Die Dreitageregel                   | The Three Days Rule         | 27. Apr. 2009        | 13. Feb. 2010                         | Pamela Fryman | Greg Malins                   |
| Ted lernt eine Frau kennen und will sie direkt anrufen. Barney meint, man müsse damit drei Tage warten und tauscht die Telefonnummer der Frau mit seiner eigenen aus. Ted, der meint, romantische SMS mit der Frau auszutauschen, schreibt nun in Wahrheit mit Barney und Marshall. Als er das herausfindet, dreht er den Spieß um. Die Frau stellt sich dann als Reinfall heraus. |           |                                     |                             |                      |                                       |               |                               |
| 86 | 22        | Zur richtigen Zeit am richtigen Ort | Right Place Right Time      | 4. Mai 2009          | 13. Feb. 2010                         | Pamela Fryman | Stephen Lloyd                 |
| Ted trifft an einer Straßenecke Stella und beschreibt die kleinen Zufälle, die alle dazu beigetragen haben, dass es zu diesem Treffen gekommen ist. Dazu gehören vor allem Robins Lebensmittelvergiftung, Marshalls Sucht nach Statistiken und Barneys 200. Eroberung, deretwegen Ted genau den Weg die Straße herunter nimmt, wo er Stella trifft. |           |                                     |                             |                      |                                       |               |                               |
| 87 | 23        | Hilfe wider Willen                  | As Fast as She Can          | 11. Mai 2009         | 20. Feb. 2010                         | Pamela Fryman | Carter Bays & Craig Thomas    |
| Stellas Mann Toni hat ein schlechtes Gewissen Ted gegenüber und versucht ihm einen Auftrag als Architekt zu verschaffen, was aber nicht klappt. Ted sagt Toni, dass er Stella gar nicht wiederhaben will, nach dem, was sie ihm angetan hat, was Toni die Augen öffnet, weshalb er mit Stella Schluss macht. Ted hilft ihnen, wieder zusammenzukommen. Barney versucht sich bei einem Strafzettel für zu schnelles Fahren rauszureden, was ihn am Ende ins Gefängnis bringt. |           |                                     |                             |                      |                                       |               |                               |
| 88 | 24        | Der Absprung                        | The Leap                    | 18. Mai 2009         | 20. Feb. 2010                         | Pamela Fryman | Carter Bays & Craig Thomas    |
| Teds erster Auftrag ist zu seiner Frustration der Entwurf eines Fastfood-Restaurants. Marshall möchte vom Dach ihres Hauses über den Abgrund zu den Nachbarn hinüber aufs Dach springen. Wegen der bereits eine Staffel zuvor erwähnten Ziege landet Ted im Krankenhaus, wo Barney und Robin sich nach einigem Hin und Her küssen. Ted erhält den Auftrag für den Fastfood-Laden nicht und entschließt sich, Dozent zu werden. Am Ende trauen sich alle Freunde, auf das benachbarte Dach zu springen. |           |                                     |                             |                      |                                       |               |                               |